# Neotaracia imox
Neotaracia imox är en tvåvingeart som först beskrevs av Bates 1934.  Neotaracia imox ingår i släktet Neotaracia och familjen borrflugor. Inga underarter finns listade i Catalogue of Life.